# Erny Brenner
Ernest „Erny” Brenner (ur. 13 września 1931, zm. 9 lipca 2016) – piłkarz luksemburski grający na pozycji obrońcy. W swojej karierze rozegrał 67 meczów w reprezentacji Luksemburga i strzelił w nich 5 goli.

## Kariera klubowa
Swoją karierę piłkarską Brenner rozpoczął w klubie Aris Bonnevoie. W 1950 awansował do kadry pierwszego zespołu i w sezonie 1950/1951 zadebiutował w jego barwach w pierwszej lidze luksemburskiej. W 1952 przeszedł do Stade Dudelange. W sezonie 1954/1955 wywalczył z Dudelange swój pierwszy w karierze tytuł mistrza Luksemburga. Po tytuł mistrzowski sięgał również w sezonach 1956/1957 i 1964/1965. Wraz z Dudelange był również wicemistrzem kraju w sezonach 1955/1956, 1959/1960 oraz zdobył Pucharów Luksemburga w sezonie 1955/1956. Po sezonie 1970/1971 zakończył karierę piłkarską.

## Kariera reprezentacyjna
W reprezentacji Luksemburga Brenner zadebiutował 10 kwietnia 1955 w przegranym 1:3 towarzyskim meczu z Portugalią, rozegranym w Lizbonie. W swojej karierze grał w eliminacjach do MŚ 1958, MŚ 1962, Euro 64 i MŚ 1966. Od 1955 do 1965 rozegrał w kadrze narodowej 67 meczów i strzelił w nich 5 goli.